# Привалов, Иван Ефимович
Иван Ефимович Привалов (1872—1940) — русский советский поэт, революционер.
Был рабочим текстильной фабрики.
С 1897 года — активный участник революционного движения: в 1905 году и в 1907—1913 годах подвергался аресту и ссылке.
Сотрудничал с профсоюзной печатью, в 1905—1907 годах публиковал стихи в журналах профсоюза текстильщиков, в том числе в 1907 году петроградским союзом текстильщиков была издана его книга стихов «Песни прядильщика».